# Lukania
Lukania è un singolo del gruppo musicale italiano Krikka Reggae, pubblicato nell'estate 2012 e considerato un inno alla regione Basilicata da cui il gruppo proviene. Il singolo vede la partecipazione di Roy Paci alle trombe.

## Video musicale
Il video è girato tra diverse località turistiche della Basilicata, tra cui i Sassi di Matera.